# Lhawang Geleg Gyaltsen

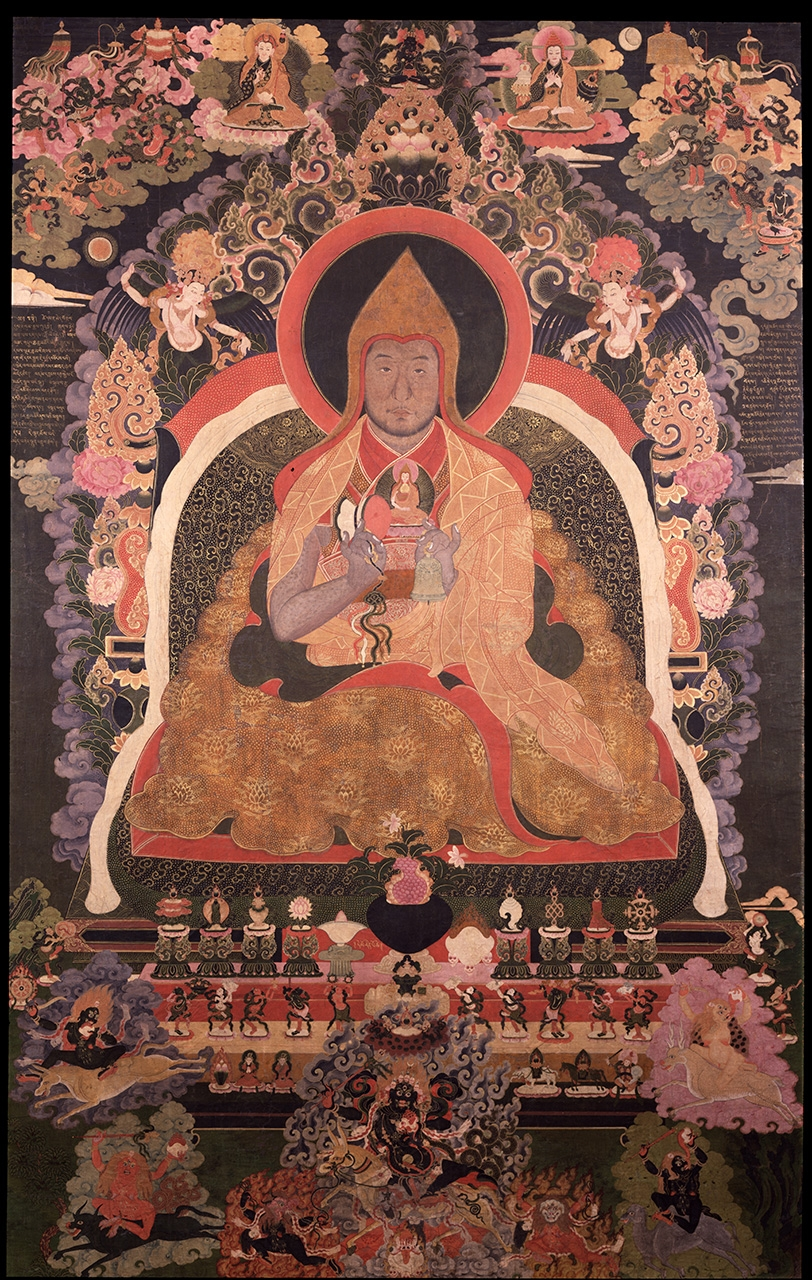
Lhawang Tenpa Gyeltsen

Lhawang Geleg Gyaltsen (1631-1668) was een Tibetaans tulku. Hij was de vierde demo rinpoche. Het klooster van de Demo Rinpoches was Tengyeling in Lhasa.
Gyaltsen was een belangrijk Tibetaans boeddhistisch leraar in de regio Chamdo in Oost-Tibet. Hij reisde in de reis van 1651 van de vijfde dalai lama mee naar Peking.